# Fattys Debut paa Teatret
Fattys Debut paa Teatret er en amerikansk stumfilm fra 1915 af Fatty Arbuckle.

## Medvirkende
- Roscoe 'Fatty' Arbuckle
- Ivy Crosthwaite
- Mack Sennett
- Joe Weber
- Lew Fields